# Émilie Dequenne
Émilie Dequenne, född 29 augusti 1981 i Beloeil, Belgien, död 16 mars 2025 i Villejuif, Frankrike, var en belgisk skådespelerska.

## Biografi
Dequenne började tidigt att studera drama vid Académie de Musique et des Arts de la Parole i Saint-Ghislain. Hon slog igenom med huvudrollen i Rosetta (1999) av bröderna Dardenne, en roll som gav henne priset som Bästa kvinnliga skådespelare vid filmfestivalen i Cannes. Samma film tilldelades även Guldpalmen det året.
Efter sitt genombrott medverkade hon i ett trettiotal filmer och TV-serier i olika genrer. Bland annat skräckfilmen Vargarnas pakt (2001) av Christophe Gans har visats i Sverige.
Dequennes sista film blev Survivre (2024) av Frédéric Jardin.

## Privatliv
Dequenne fick en dotter, Milla Savarese (född 2002). Sedan 2014 var hon gift med den franske skådespelaren Michel Ferracci.
Hon dog på Gustave-Roussy-sjukhuset utanför Paris den 16 mars 2025, efter att ha diagnosticerats med en sällsynt form av cancer, adrenokortikalt karcinom – binjurebarkscancer.